# سفارة أوغندا لدى السعودية
سفارة أوغندا لدى السعودية هي الممثلية الدبلوماسية العليا لدولة أوغندا لدى المملكة العربية السعودية. تقع السفارة في حي الورود في الرياض.